# Latido del ápice

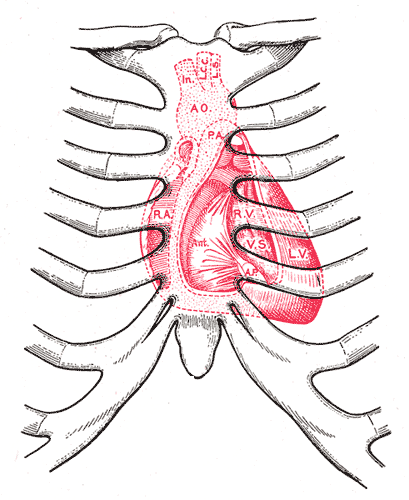
Posición de la punta del corazón en un individuo de peso normal

El latido del ápice (lat. ictus cordis), también denominado impulso apical, es el que se siente en el punto de máximo impulso (PMI), que es el punto más lateral e inferior desde el esternón en el que se puede sentir el impulso cardíaco. El impulso cardíaco es la vibración que se produce debido a la rotación del corazón, que se mueve hacia adelante y golpea la pared torácica durante la sístole. El PMI no es el ápice del corazón, sino el de la zona precordial, cerca del corazón. Otra teoría de la aparición del PMI radica en la contracción sistólica de las fibras longitudinales del ventrículo izquierdo que se sitúa en la superficie endocárdica de esta cámara. Este período del ciclo cardíaco se denomina la contracción isovolumétrica. Como la contracción se inicia cerca de la base del ventrículo izquierdo y se extiende hacia el ápice, la mayoría de las fibras longitudinales del ventrículo izquierdo se acortan antes de llegar al ápice. El acortamiento de estas fibras produce una presión en aumento veloz y provoca la apertura de la válvula aórtica y el movimiento del ápice hacia afuera, lo que da como resultado el PMI. La disección anatómica de la musculatura del ápice revela que las fibras musculares ya no están orientadas longitudinalmente, sino que forman una masa espiral del tejido muscular que también puede tener un efecto sobre la capacidad del ápice para contraerse longitudinalmente. Tras la contracción de las fibras longitudinales, la expulsión de la sangre fuera del ventrículo izquierdo se logra mediante la acción de torsión (como si se escurriera una toalla) de las fibras musculares circunferenciales del ventrículo izquierdo que se encuentran en la parte media del ventrículo y se contraen después de las fibras longitudinales. Durante la contracción de las fibras longitudinales, el volumen del ventrículo izquierdo no varía y el ápice se mantiene en contacto con la pared torácica, por lo que se puede sentir el movimiento del ápice hacia afuera antes de que el corazón vacíe más del 55% de su volumen y el ápice se separe de la pared torácica.

## Identificación
El latido del ápice normal se puede palpar en la parte precordial izquierda del 5º espacio intercostal, media pulgada hacia el centro a la izquierda de la línea medioclavicular y 3-4 pulgadas a la izquierda del extremo izquierdo del esternón.
En los niños, el latido del ápice ocurre en el espacio intercostal medio de la cuarta costilla al lado del pezón. También, el latido del ápice se puede localizar en ubicaciones poco comunes; en muchos casos de dextrocardia, el latido del ápice se puede sentir en el lado derecho.

## Interpretación
El desplazamiento lateral y / o inferior del latido del ápice suele indicar un agrandamiento del corazón, denominado cardiomegalia. El latido del ápice también puede verse desplazado por otras patologías:
- Enfermedades pulmonares o pleurales
- Deformaciones de la pared torácica o de las vértebras torácicas. En ocasiones, el latido del ápice no es palpable, ya sea debido al grosor de la pared torácica o a causa de patologías en las que el volumen sistólico se reduce, como durante una taquicardia ventricular o un choque.
- El carácter del latido del ápice puede proporcionar unas pistas de diagnóstico vitales:
- Un impulso fuerte indica una sobrecarga del volumen en el corazón (como podría ocurrir en el caso de la regurgitación aórtica).
- Un latido del ápice descoordinado (discinético) que involucra un área más grande de lo normal indica una disfunción ventricular; como un aneurisma después de un infarto de miocardio.
- Un déficit del pulso entre el PMI y la periferia puede ocurrir en algunas arritmias, como la contracción ventricular prematura o la fibrilación auricular. Un latido del ápice continuo, en un examen físico se denomina así la fuerza cardíaca ascendente prolongada durante la sístole, se puede observar en algunas afecciones crónicas como la hipertensión y la estenosis aórtica, especialmente en ancianos y mujeres. En la imagen se muestra un algoritmo para la clasificación de algunas características comunes de los latidos del ápice.